# Lee Min-ho (ator)
Lee Min-ho (hangul: 이민호; rr: I Min-ho; nascido em 22 de junho de 1987) é um ator, cantor e modelo sul-coreano. Ele ganhou popularidade na Coreia do Sul e em algumas partes da Ásia ao protagonizar o drama televisivo Boys Over Flowers em 2009. O papel lhe rendeu o prêmio de Melhor Ator Revelação no Baeksang Arts Awards. Seus papéis notáveis na televisão também incluem Personal Taste (2010), City Hunter (2011), The Heirs (2013), The Legend of the Blue Sea (2016) e The King: Eternal Monarch (2020). O êxito dos dramas televisivos de Lee o estabeleceu como uma das principais estrelas da onda coreana internacionalmente.
Além de sua carreira na televisão, Lee possui trabalhos no cinema, onde estrelou seu primeiro papel principal no filme Gangnam Blues (2015), seguido por seu primeiro filme produzido na China, Bounty Hunters (2016). Em sua carreira de ator, ele obteve êxito em transitar em diversos gêneros, como dramas de romance, comédia, ação, fantasia e ficção científica.
Devido à popularidade de Lee, uma figura de cera com sua imagem foi estabelecida no Museu Madame Tussauds em Xangai, China. Além disso, ele é reconhecido como um ator global pela mídia local e fãs, possuindo seguidores significativos em todo o mundo, não apenas na Ásia, mas em países ocidentais como Estados Unidos, França, Austrália, Canadá, Espanha e Itália.

## Biografia
Lee Min-ho nasceu em Heukseok-dong, Dongjak-gu, Seul, em 22 de junho de 1987 e possui uma irmã mais velha que, atualmente, é a CEO de sua agência MYM Entertainment. Quando criança, Lee esperava se tornar um jogador de futebol profissional. Ele foi selecionado para a classe de futebol juvenil do técnico e ex-jogador profissional sul-coreana Cha Bum-Kun, mas uma lesão na 5ª série do ensino fundamental acabou com sua aspiração. Durante o segundo ano do ensino médio, Lee voltou a atuar e mais tarde, concluiu o curso de Cinema e Arte na Universidade Konkuk.
Em 12 de maio de 2017, Lee iniciou seu serviço militar obrigatório, no Centro de Bem-Estar Social Suseo do Escritório do Distrito de Gangnam como um oficial de serviço público. Lee foi incapaz de servir como soldado do serviço ativo devido a dois acidentes de carro sofridos em 2006 e 2011. Ele foi dispensado em 25 de abril de 2019, após 24 meses.

## Carreira

### 2006–2008: Primeiros trabalhos de atuação e acidente
Lee começou a fazer testes e conseguiu papéis menores em diversos dramas televisivos como Nonstop 5 e Recipe of Love. Seu papel de estreia oficial foi através de Secret Campus (2003) da EBS. No início de sua carreira, Lee adotou o nome artístico de Lee Min porque sua agência pensava que seu nome de nascimento era muito comum. No entanto, como seu nome artístico era pronunciado e escrito da mesma forma que a palavra coreana imin, que significa "imigração", ele disse mais tarde, que era difícil encontrar-se nos resultados de pesquisa na internet e finalmente voltou a usar seu nome original.
Em 2006, sua carreira de ator foi suspensa por um ano após um grave acidente de carro, enquanto dirigia com o colega ator Jung Il-woo e outros dois amigos para a província de Gangwon. O carro em que se encontravam, foi atingido de frente por um veículo que estava fugindo de um acidente, o impacto destruiu completamente o capô e o motor do carro. Apenas Lee e Jung, que estavam sentados na parte de trás, sobreviveram ao acidente porém em estado crítico, enquanto os outros dois amigos, sentados na frente no banco do motorista e do passageiro, morreram no local. Lee ficou gravemente ferido e passou vários meses acamado. Ele teve fratura nas costelas, coxa e tornozelo. Sua cartilagem do joelho também foi rasgada e uma operação foi realizada para colocar placas de metal em sua coxa, para que seus ossos se endireitassem.
Após a recuperação, Lee recebeu seu primeiro papel de liderança no drama colegial Mackerel Run de 2007, mas o drama foi reduzido para apenas oito episódios devido a baixa audiência. No mesmo ano foi parte do elenco de apoio de I Am Sam da KBS2 e em 2008, realizou sua estreia no cinema através dos filmes Public Enemy Returns e Our School's E.T. Adicionalmente, estrelou na televisão o filme educacional Get Up da MBC.

### 2009–2010: Sucesso comercial e crescimento de popularidade
O grande avanço na carreira de ator de Lee ocorreu em 2009, com o papel principal em Boys Over Flowers da KBS, a adaptação coreana do popular mangá Shōjo de mesmo nome. A competição pelo papel principal foi muito intensa e Lee só soube que havia sido selecionado para o elenco através dos jornais. Boys Over Flowers atraiu altos índices de audiência e promoção em toda a Coreia do Sul durante sua transmissão, com isso, a popularidade recém-descoberta de Lee, lhe rendeu muitos acordos de publicidade e criou outra onda coreana em toda a Ásia, que fez de Lee uma estrela da Hallyu.
Em 2010, Lee estrelou a comédia romântica Personal Taste da MBC, na qual interpretou um jovem arquiteto perfeccionista e ambicioso, que se apresenta como um gay para se tornar companheiro de quarto de uma jovem. Pois considerou realizar trabalhos de ator mais densos quando fosse mais velho.

### 2011-2013: Fama internacional

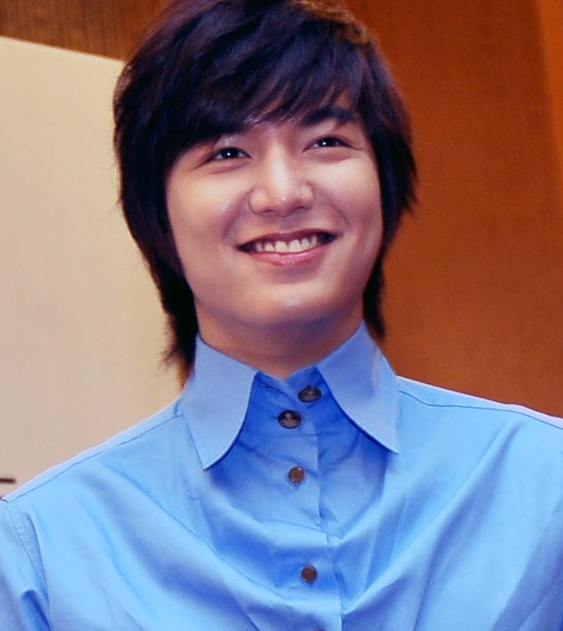
Lee Min-ho em dezembro de 2013.

Em 2011, Lee interpretou o personagem principal no drama de ação City Hunter da SBS, que foi baseado no mangá popular de Tsukasa Hojo. O drama foi um sucesso comercial em toda a Ásia e contribuiu para a crescente popularidade de Lee, principalmente no Japão, Filipinas, China e partes da Europa. No mesmo ano, ele também participou de um popular programa de variedades chinês, intitulado Happy Camp. Em 2012, Lee estrelou o drama médico-histórico, Faith da SBS, que embora tenha obtido audiência em torno de 10%, foi um fracasso comercial devido ao seu alto orçamento.
Em abril de 2013, a figura de cera de Lee foi revelada no Museu Madame Tussauds em Xangai, China. Ele então lançou seu primeiro álbum My Everything no mês seguinte e participou de uma turnê de fãs pela Ásia. Em outubro, Lee protagonizou o drama adolescente The Heirs da SBS, escrito por Kim Eun-sook,  que desfrutou de intensa popularidade no site de streaming chinês iQiyi.

### 2014-presente: Continuação na atuação e popularidade chinesa
Em 30 de janeiro de 2014, Lee se tornou a primeira celebridade coreana a se apresentar no especial de ano novo chinês da CCTV. Ele cantou uma música com Harlem Yu, o cantor original da canção tema de Meteor Garden (2001), a versão taiwanesa de Boys Over Flowers. Ele também foi convidado para a terceira conferência do Comitê Presidencial da Coreia do Sul para o enriquecimento cultural como representante da indústria do entretenimento, para compartilhar e contribuir com a discussão de questões relacionadas ao desenvolvimento do conteúdo cultural da Coreia. Lee recebeu o Prêmio do Primeiro Ministro no Korean Popular Culture & Arts Award por sua contribuição na onda coreana. Lee posteriormente gravou e lançou seu segundo extended play (EP) Song for You, em outubro de 2014 sob a Universal Music. Assim como em seu álbum anterior, ele afirmou que as faixas foram gravadas para seus fãs e que não tinha ambição de seguir uma carreira de cantor. O lançamento do álbum coincidiu com o início de sua turnê de RE: MINHO, que abrangeu várias cidades asiáticas.
Em seguida, Lee assumiu o papel de protagonista do filme de ação noir de Yoo Ha, Gangnam Blues (2015), ambientado nos anos 1970 e marcando seu primeiro protagonista em um longa-metragem. No ano seguinte, ele estrelou o filme de comédia de ação Bounty Hunters, dirigido por Shin Terra. O filme arrecadou US$ 29 milhões na China. No fim do ano, Lee voltou a televisão no drama de romance de fantasia The Legend of the Blue Sea (2016) pela SBS.
Dois anos depois, Lee foi escalado para protagonizar na televisão o drama de ficção científica The King: Eternal Monarch pela emissora SBS e transmitido também pela Netflix. Escrito pela escritora de The Heirs, Kim Eun-sook, o drama entrou no top 20 na lista dos programas de televisão mais populares / vistos no mundo em 2020 pela Netflix, sendo o único programa de televisão sul-coreano a entrar na lista.

## Filmografia

### Filmes
| Ano  | Título               | Título original       | Papel        | Ref.          |
| ---- | -------------------- | --------------------- | ------------ | ------------- |
| 2008 | Public Enemy Returns | 강철중: 공공의 적 1-1 | Jung Ha-yeon | [ 19 ]        |
| 2008 | Our School's E.T.    | 울학교 이티           | Oh Sang-hoon | [ 19 ] [ 61 ] |
| 2015 | Gangnam Blues        | 강남 1970             | Kim Jong-dae | [ 62 ]        |
| 2016 | Bounty Hunters       | 바운티 헌터스         | Yi San       | [ 63 ]        |

### Televisão
| Ano  | Título                    | Título original                               | Papel                         | Emissora | Ref.                 |
| ---- | ------------------------- | --------------------------------------------- | ----------------------------- | -------- | -------------------- |
| 2003 | Sharp                     | 성장드라마 반올림                             | Estudante                     | KBS2     | [ 64 ]               |
| 2004 | Nonstop 5                 | 논스톱 5                                      | MC Mong                       | MBC      | [ 65 ]               |
| 2005 | Recipe of Love            | 사랑찬가                                      | Garçom                        | MBC      |                      |
| 2006 | Secret Campus             | 비밀의 교정                                   | Park Du-hyun                  | EBS      | [ 66 ] [ 16 ]        |
| 2007 | Mackerel Run              | 달려라 고등어                                 | Cha Gong-chan                 | SBS      | [ 18 ] [ 67 ]        |
| 2007 | I Am Sam                  | 아이엠샘                                      | Heo Mo-se                     | KBS2     | [ 68 ]               |
| 2008 | Get Up                    | 나도 잘 모르지만                              | Min Wook-gi                   | MBC      | [ 69 ]               |
| 2009 | Boys Over Flowers         | 꽃보다 남자                                   | Gu Jun-pyo                    | KBS2     | [ 21 ] [ 20 ]        |
| 2010 | Personal Taste            | 개인의 취향                                   | Jeon Jin-ho                   | MBC      | [ 70 ] [ 71 ] [ 72 ] |
| 2011 | City Hunter               | 시티헌터                                      | Lee Yoon-sung                 | SBS      | [ 73 ] [ 74 ]        |
| 2012 | Faith                     | 신의 (神医)                                   | Choi Young                    | SBS      | [ 75 ] [ 76 ]        |
| 2013 | The Heirs                 | 왕관을 쓰려는 자, 그 무게를 견뎌라 – 상속자들 | Kim Tan                       | SBS      | [ 77 ]               |
| 2016 | Legend of the Blue Sea    | 푸른 바다의 전설                              | Kim Dam-ryeong / Heo Joon-jae | SBS      | [ 78 ]               |
| 2016 | 7 first kisses            |                                               | Ele mesmo                     |          |                      |
| 2017 | DMZ, The Wild             | DMZ 야생의비밀                                | Ele mesmo                     | MBC      | [ 79 ] [ 80 ]        |
| 2020 | The King: Eternal Monarch | 더 킹: 영원의 군주                            | Imperador Lee Gon             | SBS      | [ 81 ]               |

### Web series
| Ano  | Título                        | Título original    | Papel         | Emissora                                  | Ref.   |
| ---- | ----------------------------- | ------------------ | ------------- | ----------------------------------------- | ------ |
| 2011 | Toyota Camry The One and Only | 원 & 온리          | Joon / Kwon   |                                           | [ 82 ] |
| 2012 | Toyota Camry The One and Only | 원 & 온리 에필로그 | Joon / Kwon   |                                           |        |
| 2012 | Innisfree First Love          |                    | CEO Innisfree |                                           | [ 83 ] |
| 2014 | Line Romance                  | 라인 로맨스        | Min-ho        | iQiyi                                     | [ 84 ] |
| 2015 | Innisfree Summer Love         | 썸머 러브          | Lee Min-ho    | Canal no YouTube de Innisfree, Insight TV | [ 85 ] |
| 2016 | 7 First Kisses                | 첫키스만 일곱번째  | Lee Min-ho    | Naver TV Cast                             | [ 86 ] |

### Participações em vídeos musicais
| Ano  | Título da canção | Cantor(a)    | Ref.   |
| ---- | ---------------- | ------------ | ------ |
| 2009 | "Kiss"           | Sandara Park | [ 87 ] |

## Discografia

### Álbuns de estúdio
| Título                                                                         | Detalhes do álbum | Melhor posição nas paradas | Melhor posição nas paradas | Vendas         |
| Título                                                                         | Detalhes do álbum | COR                        | JAP                        | Vendas         |
| Coreano                                                                        | Coreano | Coreano                    | Coreano                    | Coreano        |
| ------------------------------------------------------------------------------ | --- | -------------------------- | -------------------------- | -------------- |
| My Everything                                                                  | - Lançamento: 22 de maio de 2013 - Gravadora: Starhaus Entertainment - Formatos: CD, download digital Lista de faixas 1. Without You 2. Love Motion 3. My Little Princess 4. 너와 나 그리고 우리 (You & I) 5. 조각 (Pieces of Love) 6. My Everything [2013 re-recording] 7. Without You [Inst.] | 5                          | —                          | - COR: 10,924+ |
| Song for You                                                                   | - Lançamento: 10 de outubro de 2014 - Gravadora: Universal Music - Formatos: CD, download digital Lista de faixas 1. Paradise in Love 2. 노래할게 (Song for You) 3. Stalker 4. Travel 5. Burning Up 6. 노래할게 [Inst.]                                                                         | 3                          | —                          | - COR: 12,330+ |
| Japonês                                                                        | |                            |                            |                |
| My Everything                                                                  | - Lançamento: 27 de maio de 2013 - Gravadora: Interactive Media Mix - Formatos: CD, download digital Lista de faixas 1. Always You 2. Love Motion 3. You & I 4. カケラ (Pieces of Love) 5. My Everything [Japanese ver.] 6. Always You [Inst.]                                                  | —                          | 11                         | —              |
| "—" indica que o álbum não entrou nas paradas ou não foi lançado nessa região. | |                            |                            |                |

### Extended plays(EPs)
| Título  | Detalhes do álbum | Melhores posições nas paradas | Vendas        |
| Título  | Detalhes do álbum | COR                           | Vendas        |
| Coreano | Coreano | Coreano                       | Coreano       |
| ------- | --- | ----------------------------- | ------------- |
| The Day | - Lançamento: 25 de novembro de 2015 - Gravadora: Sony Music - Formatos: CD, download digital Lista de faixas 1. 그때처럼 (The Day) 2. 선물 (Gift) 3. 그때처럼 [Inst.] 4. 선물 [Inst.] | 6                             | - COR: 7,694+ |
| Always  | - Lançamento: 10 de março de 2017 - Gravadora: MYM Entertainment - Formatos: CD, download digital Lista de faixas 1. Always 2. Always [Inst.]                                          | 5                             | - COR: 3,133+ |

### Singles
| Título | Ano     | Melhores posições nas paradas | Melhores posições nas paradas | Vendas          | Álbum                                      |
| Título | Ano     | COR                           | JAP                           | Vendas          | Álbum                                      |
| Coreano | Coreano | Coreano                       | Coreano                       | Coreano         | Coreano                                    |
| --- | ------- | ----------------------------- | ----------------------------- | --------------- | ------------------------------------------ |
| "Extreme" com participação de Jessica H.O                                                                                  | 2009    | —                             | —                             | —               | Canção sem álbum                           |
| "My Everything" | 2009    | —                             | —                             | —               | Boys Over Flowers OST (F4 Special Edition) |
| "Painful Love" (아픈 사랑)                                                                                                 | 2013    | 16                            | —                             | - COR: 139,751+ | The Heirs OST Part 9                       |
| "Thank You" (고마워요) | 2015    | —                             | —                             | —               | Canção sem álbum                           |
| Japonês |         |                               |                               |                 |                                            |
| "Thank You" (サンキュー)                                                                                                   | 2015    | —                             | 11                            | —               | Canção sem álbum                           |
| "The Day" (ザ・デイ) | 2015    | —                             | 15                            | —               | Canção sem álbum                           |
| "—" indica que o single não entrou nas paradas ou não foi lançado nessa região. *A Gaon Digital Chart foi lançada em 2010. |         |                               |                               |                 |                                            |